# Jack Garrick
John Andrew Frank Garrick (Hastings, 24 marzo 1928 – Hamilton, 30 agosto 2018) è stato un ittiologo neozelandese.
Specializzato soprattutto in elasmobranchi, ha scritto molti libri e articoli sulla biologia degli squali e delle razze. Ha descritto inoltre alcune nuove specie di squali, tra cui lo squalo lanterna della Nuova Zelanda.
A partire dal 1971 Garrick è stato professore di zoologia alla Victoria University di Wellington.